# Eugen Hintz
Eugen Hintz (* 16. November 1868 in Danzig; † 14. November 1932 in Berlin) war ein deutscher Ingenieur, Entomologe und Forschungsreisender.

## Leben
Eugen Hintz arbeitete in Berlin nach seinem Studium als leitender Ingenieur. Seit 1919 war er Mitglied der Berliner Gesellschaft für Anthropologie, Ethnologie und Urgeschichte. Daneben widmete er sich, zunächst als Laie, der Zoologie und spezialisierte sich schließlich auf Entomologie, in der er es zu beträchtlicher Bekanntheit brachte. Als Zoologe war er Teilnehmer mehrerer Expeditionen nach Afrika und Melanesien. Besondere Bekanntheit erlangte seine Reise 1910/11 nach Zentralafrika und die Reise 1926 nach Portugiesisch-Guinea (Guinea-Bissau). Eugen Hintz starb 1932 in Berlin als Spätfolge einer Tropenerkrankung. Er beschrieb zahlreiche Käferarten.

## Sammlung
Eugen Hintz trug jeweils mehrere tausend Naturalien und Ethnographika zusammen. Während die naturkundlichen Objekte überwiegend an seine offiziellen Auftraggeber gingen, behielt er die ethnologischen Bestände zu großen Teilen in seinem Privatbesitz. Nach seinem Tod verkaufte seine Witwe die Sammlung im Jahre 1939 an den Fabrikanten und Sammler Julius Riemer, der die Sammlung (mehr als 1000 Objekte aus Afrika und Ozeanien) zum großen Teil in sein Museum in Wittenberg überführte, wo sie bis heute nahezu geschlossen besteht.

## Veröffentlichungen
- Eugen Hintz: Neue Cleriden aus Deutsch-Ostafrika. In: Deutsche Entomologische Zeitschrift. 1902, Nr. 1, S. 177–192.
- Eugen Hintz: Beitrag zur Kenntniss der palaarktischen Cleriden. In: Deutsche Entomologische Zeitschrift. 1902, Nr. 1, S. 227–230.
- Eugen Hintz: Neue Cleriden aus Westafrika. In: Deutsche Entomologische Zeitschrift. 1905, Nr. 2, S. 305–314.
- Eugen Hintz: Neue Cleriden aus Deutsch-Ostafrika. In: Deutsche Entomologische Zeitschrift. 1907, Nr. 1, S. 25–28.
- Eugen Hintz: Das Cleridengenus Phlogistus Gorh. (Col.). In: Deutsche Entomologische Zeitschrift. 1908, Nr. 6, S. 708–715.
- Eugen Hintz: Die Cerambycidengattung Sternotomis Perch. (Col.). In: Deutsche Entomologische Zeitschrift. 1911, S. 573–583.
- Eugen Hintz: Das Cerambycidengenus Chariesthes Chevr. (Col.). In: Deutsche Entomologische Zeitschrift. 1912, S. 643–648.
- Eugen Hintz: Neue afrikanische Cerambyciden (Col.). In: Deutsche Entomologische Zeitschrift. 1913, S. 195–205.
- Eugen Hintz: Lieferung 13. Cerambyciden. In: Ergebnisse der Zweiten Deutschen Zentral-Afrika-Expedition 1910–1911 unter Führung Adolf Friedrichs, Herzogs zu Mecklenburg. Band 1, Zoologie, Leipzig 1919.